# Isoperla sudetica
Isoperla sudetica is een steenvlieg uit de familie Perlodidae. De wetenschappelijke naam van de soort is voor het eerst geldig gepubliceerd in 1859 door Kolenati.